# Рей Стивънсън
Джордж Реймънд „Рей“ Стивънсън (на английски: George Raymond „Ray“ Stevenson) (роден на 25 май 1964 г.) е британски филмов и телевизионен актьор. Познат е с ролите си на Тит Пулон в сериала „Рим“ и Франк Касъл/Наказателя във филма „Наказателя: Военна зона“.

## Личен живот
От 1997 до 2005 г. е женен за актрисата Рут Джемъл. Обвързан е с антроположката Елизабета Карачия, от която има двама сина – Себастиано Дерек Стивънсън, роден на 24 декември 2007 г. и Леонардо Джордж Стивънсън, роден на 11 април 2011 г.
Умира на 21 май 2023 г., четири дни преди 59-ия си рожден ден, в италианския град Лако Амено, Неапол.

## Частична филмография

### Филми
- 2004 – „Крал Артур“ (King Arthur)
- 2008 – „Адски бункер“ (Outpost)
- 2008 – „Наказателят: Военна зона“ (Punisher: War Zone)
- 2009 – „Циркът на кошмарите: Чиракът на вампира“ (Cirque du Freak: The Vampire's Assistant)
- 2010 – „Книгата на Илай“ (The Book of Eli)
- 2010 – „Ченгета в резерв“ (The Other Guys)
- 2011 – „Тримата мускетари“ (The Three Musketeers)
- 2011 – „Тор: Богът на гръмотевиците“ (Thor)
- 2012 – „Колата на Джейн Мансфийлд“ (Jayne Mansfield's Car)
- 2013 – „G.I. Joe: Ответен удар“ (G.I. Joe: Retaliation)
- 2013 – „Тор: Светът на мрака“ (Thor: The Dark World)
- 2014 – „Дивергенти“ (Divergent)
- 2014 – „Голямата плячка“ (Big Game)
- 2015 – „Дивергенти 2: Бунтовници“ (The Divergent Series: Insurgent)
- 2015 – „Транспортер: Ново начало“ (The Transporter Refueled)
- 2016 – „Дивергенти 3: Предани“ (The Divergent Series: Allegiant)
- 2017 – „Тор: Рагнарок“ (Thor: Ragnarok)

### Телевизия
- 2005 – 2007 – „Рим“ (Rome)
- 2012 – „Декстър“ (Dexter)
- 2016 – „Черни платна“ (Black Sails)
- 2016 – 2017 – „Междузвездни войни: Бунтовниците“ (Star Wars Rebels)